# Eirenis eiselti
Eirenis eiselti là một loài rắn trong họ Rắn nước. Loài này được Schmidtler & Schmidtler mô tả khoa học đầu tiên năm 1978.